# Kalívai (ort i Grekland)
Kalívai (franska: Kalyvès) är en ort i Grekland.   Den ligger i prefekturen Nomós Chaniás och regionen Kreta, i den södra delen av landet, 280 km söder om huvudstaden Aten. Kalívai ligger 6 meter över havet och antalet invånare är 1 288.
Terrängen runt Kalívai är huvudsakligen kuperad, men den allra närmaste omgivningen är platt. Havet är nära Kalívai norrut. Närmaste större samhälle är Chania, 14,8 km nordväst om Kalívai. 